# Pektatna lijaza
Pektatna lijaza (EC 4.2.2.2, poligalakturonska transeliminaza, pektinsko kiselinska transeliminaza, poligalakturonatna lijaza, endopektinska metiltranseliminaza, pektatna transeliminaza, endogalakturonatna transeliminaua, pektinsko kiselinska lijaza, alfa-1,4-D-endopoligalakturonsko kiselinska lijaza, PGA lijaza, PPase-N, endo-alfa-1,4-poligalakturonsko kiselinska lijaza, poligalakturonsko kiselinska lijaza, pektinska trans-eliminaza, poligalakturonsko kiselinska trans-eliminaza) je enzim sa sistematskim imenom (1->4)-alfa--galakturonan lijaza. Ovaj enzim katalizuje sledeću hemijsku reakciju
Eliminativno razlaganje (1->4)-alfa--galakturonana kojim se formiraju oligosaharidi sa 4-dezoksi-alfa-D-galakt-4-enuronozil grupama na njihovim neredukujućim krajevima
Enzim je reaktivniji na pektatu, u odnosu na pektin.

## Literatura
- Nicholas C. Price; Lewis Stevens (1999). Fundamentals of Enzymology: The Cell and Molecular Biology of Catalytic Proteins (Third изд.). USA: Oxford University Press. ISBN 019850229X.
- Eric J. Toone (2006). Advances in Enzymology and Related Areas of Molecular Biology, Protein Evolution (Volume 75 изд.). Wiley-Interscience. ISBN 0471205036.
- Branden C; Tooze J. Introduction to Protein Structure. New York, NY: Garland Publishing. ISBN 0-8153-2305-0.
- Irwin H. Segel. Enzyme Kinetics: Behavior and Analysis of Rapid Equilibrium and Steady-State Enzyme Systems (Book 44 изд.). Wiley Classics Library. ISBN 0471303097.
- William P. Jencks (1987). Catalysis in Chemistry and Enzymology. Dover Publications. ISBN 0486654605.

## Spoljašnje veze
- Pectate+lyase на 